# Шимск
Шимск — рабочий посёлок в Новгородской области России, административный центр Шимского муниципального района.
Население — 3349 чел. (2021).

## География
Расположен на западе области, на реке Шелонь в 10 километрах от места её впадения в озеро Ильмень. Находится в 48 километрах к юго-западу от областного центра Великого Новгорода.

## История
Основан в 1878 году, как станция ныне не существующей железной дороги Новгород — Старая Русса, уничтоженной во время Великой Отечественной войны.
Назван по близлежащей деревне Старый Шимск (д. Шимско, было устойчивым населённым пунктом примерно с X—XII веков, первое подробное описание деревни относится к 1501 году, иногда датируют возникновение деревни и 1420 годом). Административно входил в состав Новгородского уезда. Название пункта произошло от старинного слова Шима — пенные образования на гребешках волн иногда возникающих на реке Шелонь и озере Ильмень.
С 1981 года посёлок городского типа.

## Население
| 1897  | 1939  | 1959  | 1979  | 1989  | 2002  | 2009  | 2010  | 2012  |
| ----- | ----- | ----- | ----- | ----- | ----- | ----- | ----- | ----- |
| 794   | ↗899  | ↗1511 | ↗3026 | ↗3992 | ↘3842 | ↘3478 | ↗3895 | ↘3883 |
| 2013  | 2014  | 2015  | 2016  | 2017  | 2018  | 2018  | 2019  | 2020  |
| ↘3834 | ↘3745 | ↗3795 | ↘3752 | ↘3726 | ↘3658 | →3658 | ↘3610 | ↘3486 |
| 2021  |       |       |       |       |       |       |       |       |
| ↘3349 |       |       |       |       |       |       |       |       |

Национальный состав
По итогам переписи населения 2020 года проживали следующие национальности (национальности менее 0,1 % и другое, см. в сноске к строке «Другие»):
| Национальность | Численность, чел. | Доля     |
| -------------- | ----------------- | -------- |
| Русские        | 2950              | 88,09 %  |
| Цыгане         | 53                | 1,58 %   |
| Таджики        | 52                | 1,55 %   |
| Чеченцы        | 49                | 1,46 %   |
| Украинцы       | 25                | 0,75 %   |
| Татары         | 22                | 0,66 %   |
| Армяне         | 18                | 0,54 %   |
| Узбеки         | 11                | 0,33 %   |
| Белорусы       | 9                 | 0,27 %   |
| Азербайджанцы  | 6                 | 0,18 %   |
| Немцы          | 4                 | 0,12 %   |
| Мордва         | 4                 | 0,12 %   |
| Другие         | 146               | 4,35 %   |
| Итого          | 3349              | 100,00 % |

## Экономика
«Дорнерудшимск» (добыча полезных ископаемых: песок, известняк, торф). Добыча минеральной воды. Предприятия лесной и пищевой промышленности.

## Транспорт
Шимск — крупный узел автомобильных дорог, которые соединяют его с Великим Новгородом, Сольцами, Батецким, Старой Руссой и Волотом.
Есть автомобильный мост через Шелонь. Ширина реки на этом участке превышает 300 метров. Шелонь в низовьях судоходна. В посёлке отсутствует железная дорога. Имеется автостанция откуда выполняются рейсы в Великий Новгород, Старую Руссу, Парфино, Санкт-Петербург, Псков, Порхов, Чудово. Также выполняются рейсы внутри района.

## Люди, связанные с посёлком
В посёлке родился Герой Советского Союза Горев Алексей Ильич (1922—1994).

## Достопримечательности
В самом посёлке архитектурных достопримечательностей нет. Неподалёку от посёлка в селе Коростынь вблизи берега Ильменя расположены Коростынский путевой дворец (1826—1828, архитектор В. П. Стасов) и церковь Успения (1820); в деревне Шелонь — пейзажный парк усадьбы Горского. В селе Медведь расположен комплекс зданий бывших Аракчеевских казарм.

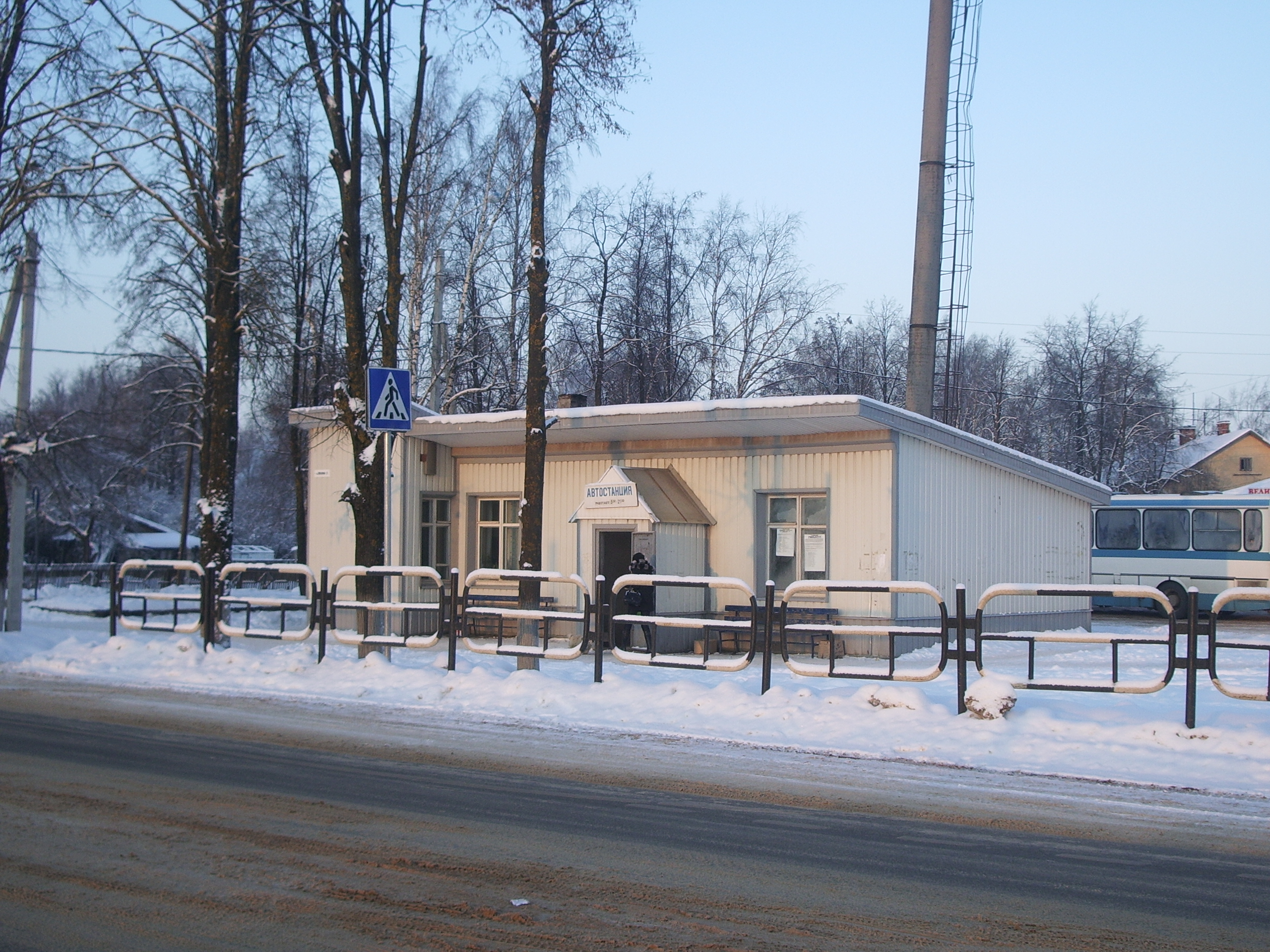
Шимская автостанция
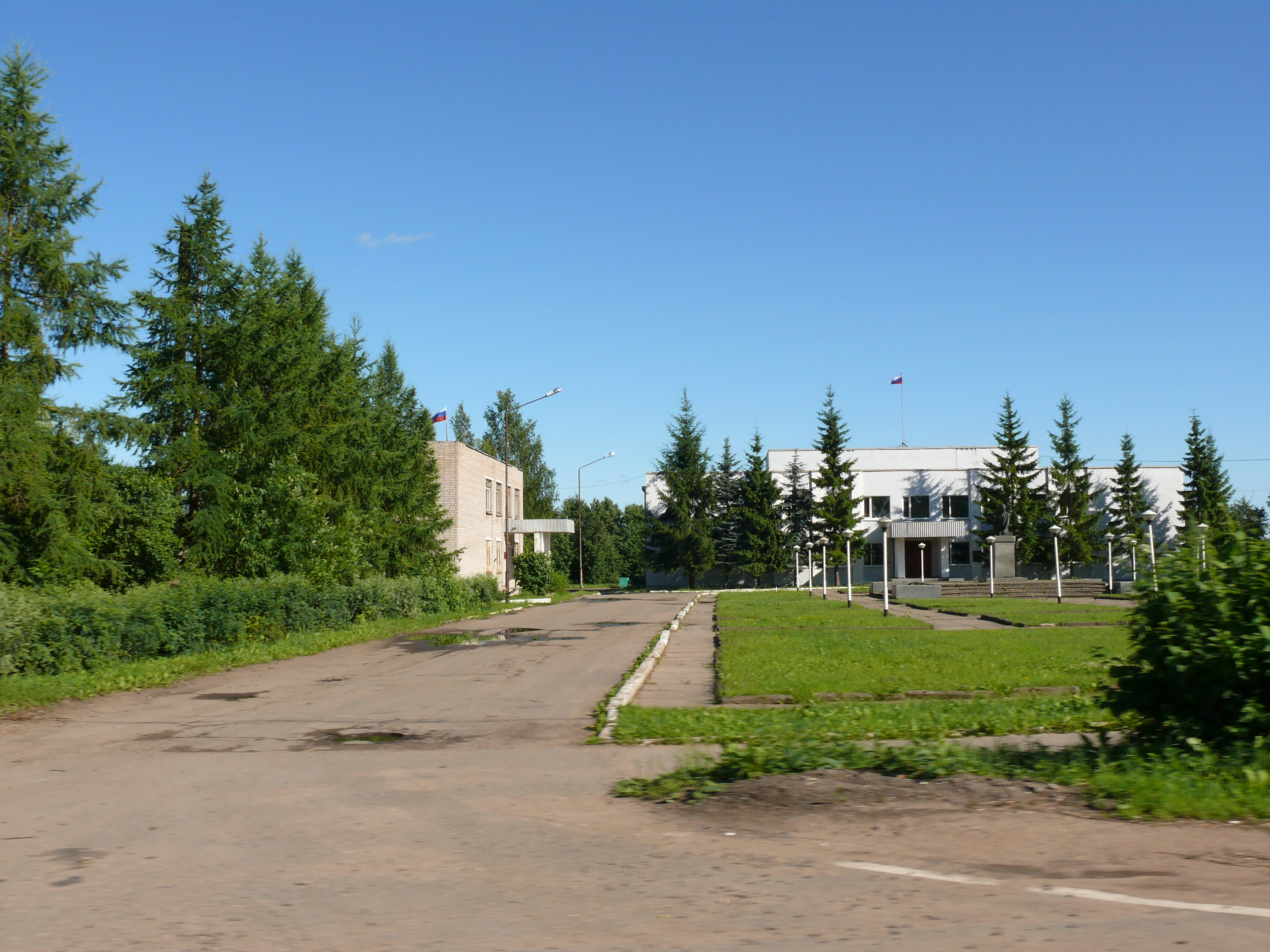
Районная и поселковая администрация Шимска
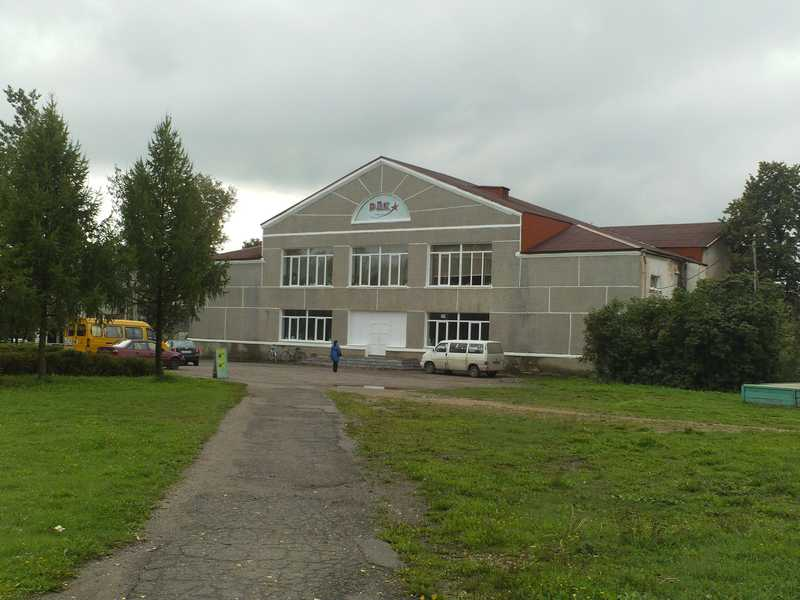
Шимский дом культуры
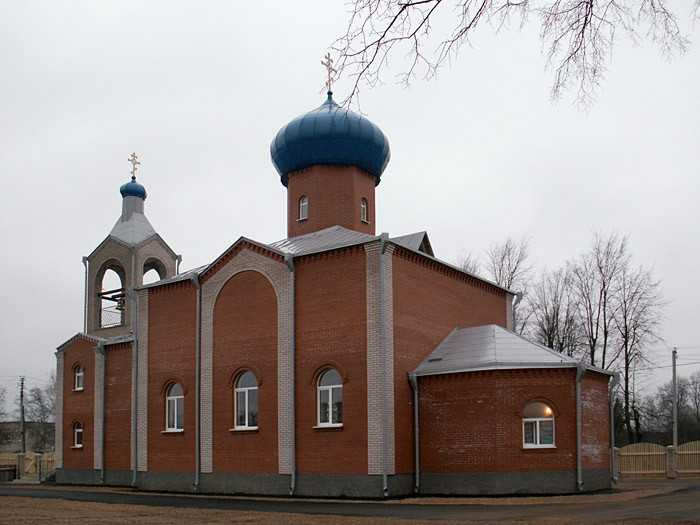
Церковь Благовещения Пресвятой Богородицы